# Vélètes
843–920
Entités précédentes :
- Première Marche du Nord

Entités suivantes :
- Marca Geronis

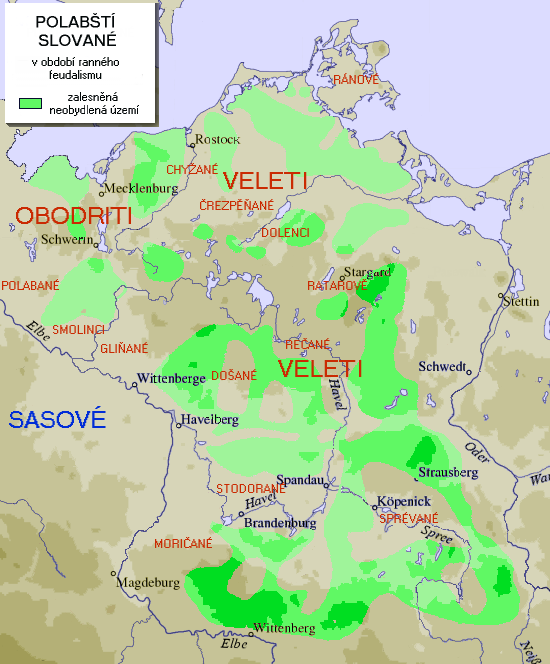
Les peuples slaves occidentaux à l'est de la Saxe.

Les Vélètes, aussi nommés Wélatabes ou Wiltses  (en polonais : Wieleci, en allemand : Wilzen), ou encore Wilzes, sont une confédération tribale de slaves occidentaux (« Wendes ») qui s’étaient établis au VIIIe siècle dans ce qui est aujourd'hui le nord-est de l'Allemagne et en Poméranie. Leur territoire d'origine s'étendait le long de la côte Baltique, de Demmin et la Peene à l'ouest à Kołobrzeg et la Parsęta à l'est, au sud jusqu'au bord de la Müritz et dans l'Uckermark. Dans ce sens, ils étaient des voisins orientaux des Abodrites.

## Leur nom
Le nom de Wilze, d'origine slave, est documenté pour la première fois dans les Annales regni Francorum au printemps 789, quand les troupes franques passent la Havel après avoir remonté l'Elbe : Dragawit, le chef slave local, préfère se rendre à Charlemagne et lui remettre son palais fortifié. Le mot Wilze est un adjectif que l'on peut traduire par « géants. »  Dans sa Vie de Charlemagne, Eginhard indique que ce peuple se désignait lui-même comme celui des Welatabi. Helmold von Bosau, s'appuyant sur le récit que fait Widukind de Corvey (mort vers 980) des campagnes d’Henri Ier contre les Vélètes, se sert encore de ce terme pour parler des Wilze dans sa description de l'île de Rügen au XIIe siècle. Cela dit, l'allusion de Widukind d'une campagne du roi Henri contre les « Wiltes » s'inscrit dans un panégyrique destiné à placer son roi sur un pied d'égalité avec Charlemagne, le vainqueur des tribus vélètes ; car Henri n'a jamais combattu ces peuples.
La fédération se maintint toute la première partie du Moyen Âge jusqu'au Xe siècle quand ils disparurent. Au moins en partie, la confédération des Lutici était une continuation des Vélètes.